# Aeroporti in Polonia
Questa tabella riporta un elenco degli aeroporti in Polonia che effettuano traffici commerciali di passeggeri:
| Nome dell'aeroporto                                           | Città        | Frazione    | Voivodato             | ICAO | IATA | Traffico passeggeri (2011) | Sito ufficiale                                                                                                |
| ------------------------------------------------------------- | ------------ | ----------- | --------------------- | ---- | ---- | -------------------------- | --- |
| Aeroporto di Breslavia-Niccolò Copernico                      | Breslavia    | Strachowice | Bassa Slesia          | EPWR | WRO  | 1 606 222                  | www.airport.wroclaw.pl.                                                                                       |
| Aeroporto di Bydgoszcz Ignacy Jan Paderewski                  | Bydgoszcz    | Szwederowo  | Cuiavia-Pomerania     | EPBY | BZG  | 268 360                    | www.plb.pl. URL consultato il 23 marzo 2012 (archiviato dall'url originale il 3 luglio 2008).                 |
| Aeroporto Internazionale di Cracovia-Balice-Giovanni Paolo II | Cracovia     | Balice      | Piccola Polonia       | EPKK | KRK  | 2 994 359                  | www.krakowairport.pl.                                                                                         |
| Aeroporto di Danzica-Lech Wałęsa                              | Danzica      | Rębiechowo  | Pomerania             | EPGD | GDN  | 2 449 702                  | www.airport.gdansk.pl.                                                                                        |
| Aeroporto di Gdynia-Kosakowo                                  | Gdynia       | Kosakowo    | Pomerania             | EPOK | QYD  | 0                          | www.airport.gdynia.pl (archiviato dall'url originale l'11 aprile 2012).                                       |
| Aeroporto di Katowice-Pyrzowice                               | Katowice     | Pyrzowice   | Slesia                | EPKT | KTW  | 2 500 984                  | www.katowice-airport.com.                                                                                     |
| Aeroporto di Łódź Władysław Reymont                           | Łódź         | Lublinek    | Łódź                  | EPLL | LCJ  | 390 261                    | www.airport.lodz.pl (archiviato dall'url originale il 14 aprile 2012).                                        |
| Aeroporto di Lublino                                          | Lublino      | Świdnik     | Lublino               | EPLB | LUZ  | 0                          | www.airport.lublin.pl.                                                                                        |
| Aeroporto della Masuria di Szczytno-Szymany                   | Szczytno     | Szymany     | Varmia-Masuria        | EPSY | SZY  | 56 000                     | www.szymanyairport.pl. URL consultato il 9 agosto 2019 (archiviato dall'url originale il 25 agosto 2012).     |
| Aeroporto di Poznań-Ławica Henryk Wieniawski                  | Poznań       | Ławica      | Grande Polonia        | EPPO | POZ  | 1 425 865                  | www.airport-poznan.com.pl. URL consultato il 21 marzo 2012 (archiviato dall'url originale il 21 agosto 2008). |
| Aeroporto di Radom-Sadków                                     | Radom        | Sadków      | Masovia               | EPRA | RDO  | 0                          | www.lotnisko-radom.eu.                                                                                        |
| Aeroporto di Rzeszów-Jasionka                                 | Rzeszów      | Jasionka    | Precarpazia           | EPRZ | RZE  | 487 740                    | www.rzeszowairport.pl.                                                                                        |
| Aeroporto di Stettino-Goleniów Solidarność                    | Stettino     | Goleniów    | Pomerania Occidentale | EPSC | SZZ  | 258 217                    | www.airport.com.pl.                                                                                           |
| Aeroporto della Masovia di Varsavia-Modlin                    | Varsavia     | Modlin      | Masovia               | EPMO | WMI  | 603 259                    | www.modlinairport.pl.                                                                                         |
| Aeroporto di Varsavia-Chopin                                  | Varsavia     | Okęcie      | Masovia               | EPWA | WAW  | 9 322 485                  | www.lotnisko-chopina.pl.                                                                                      |
| Aeroporto di Zielona Góra-Babimost                            | Zielona Góra | Babimost    | Lubusz                | EPZG | IEG  | 6 940                      | www.lotnisko.lubuskie.pl (archiviato dall'url originale il 29 marzo 2012).                                    |

## Aeroporto centrale della Polonia
Il 12 maggio 2005 l'Autorità per l'aviazione civile, ha firmato un accordo con il consorzio spagnolo SENER-INECO per uno studio di fattibilità per l'Aeroporto centrale ("Centralny Port Lotniczy", CPL). Nonostante questo, negli anni successivi lo studio non è stato completato il che è stato interpretato come un rinvio del nuovo grande progetto negli anni a venire o anche come l'abbandono di questo investimento.
Nonostante questo, è stato proposto un nuovo servizio di assistenza all'aeroporto di Varsavia nella strategia di sviluppo 2010-2013 del governo per l'infrastruttura di trasporto. Ci si aspettava che in questo periodo l'aeroporto Chopin gestisse circa 10 milioni di passeggeri. Tuttavia, nel febbraio 2007 il sottosegretario di Stato per l'aviazione nel Ministero dei Trasporti ha detto che, dato lo sviluppo degli aeroporti regionali, non vi sono motivi per prendere la decisione di costruire un nuovo aeroporto centrale; pertanto, l'eventuale attuazione di questo investimento è stata rinviata al 2025-2030. Come posizione più probabile di questo aeroporto, è stata indicata l'area tra Varsavia e Łódź.
Prima della messa in servizio dello studio di fattibilità del Consorzio INECO-SENER, il 15 gennaio 2004, il Ministero delle Infrastrutture, secondo il parere del gruppo interdipartimentale di esperti, aveva individuato due posizioni per l'Aeroporto Centrale dopo lo studio del 2003:
- Mszczonów, in forza di:
  - posizione tra due grandi agglomerati - 45 km da Varsavia e 90 km da Łódź,
  - buona posizione di trasporto, vicino alla strada n. 8 (confine con la Repubblica Ceca - Wrocław - Varsavia - Białystok - confine con la Lituania) e la strada statale 50 e vicino a importanti linee ferroviarie,
  - Ricche fonti geotermiche - rispettose dell'ambiente,
- Modlin, in forza di:
  - disponibilità di spazio per la costruzione dell'aeroporto, che era in gestione dell'Agenzia militare e dell'Agenzia dell'agricoltura,
  - terreno per aeroporto riqualificato,
  - posizione vicino a Varsavia (circa 35 km).

Nel 2005, indipendentemente dal progetto dell'Aeroporto centrale, è stato deciso di modernizzare e aprire l'aeroporto di Modlin per compagnie aeree low cost e compagnie charter. I lavori per la modernizzazione e l'ampliamento delle infrastrutture necessarie hanno avuto inizio l'8 ottobre 2010. I primi voli pianificati si sono svolti il 15 luglio 2012. La costruzione del porto di Modlin è diventata l'unico progetto attuato per decongestionare l'aeroporto Chopin.
Nel 2016, il ministro degli affari esteri Witold Waszczykowski ha ribadito la necessità della costruzione dell'Aeroporto centrale tra Łódź e Varsavia. Secondo l'annuncio del ministro, l'investimento sarebbe venuto dalle parti polacche e cinesi - il progetto CPL è stato uno dei temi discussi durante la visita del ministro alla Cina.